# Fuego cruzado (canción)
«Fuego cruzado» es el último sencillo de la cantante y actriz mexicana Thalía, lanzado en 1992 de su segundo álbum Mundo de cristal y escrito por Luis Cabañas Agudo y Pablo Pinilla. La canción es una balada romántica.

## Letra
La canción explica la confusión de un hombre por el verdadero amor. Finalmente fue infidelidad y aunque aparentemente eligió a la mujer de su vida hizo sufrir a las dos.

## Video
El video musical fue lanzado en 1992 y fue dirigido por L. Hernández. Se muestra a Thalia interpretando la canción sobre varias locaciones de Madrid y en la plaza El Retiro.